# Toffelskräling
Toffelskräling (Tubaria furfuracea) är en svampart som först beskrevs av Christiaan Hendrik Persoon, och fick sitt nu gällande namn av Claude-Casimir Gillet 1876. Enligt Catalogue of Life ingår Toffelskräling i släktet Tubaria,  och familjen Inocybaceae, men enligt Dyntaxa är tillhörigheten istället släktet Tubaria,  och familjen Tubariaceae. Arten är reproducerande i Sverige. Inga underarter finns listade i Catalogue of Life.

## Källor

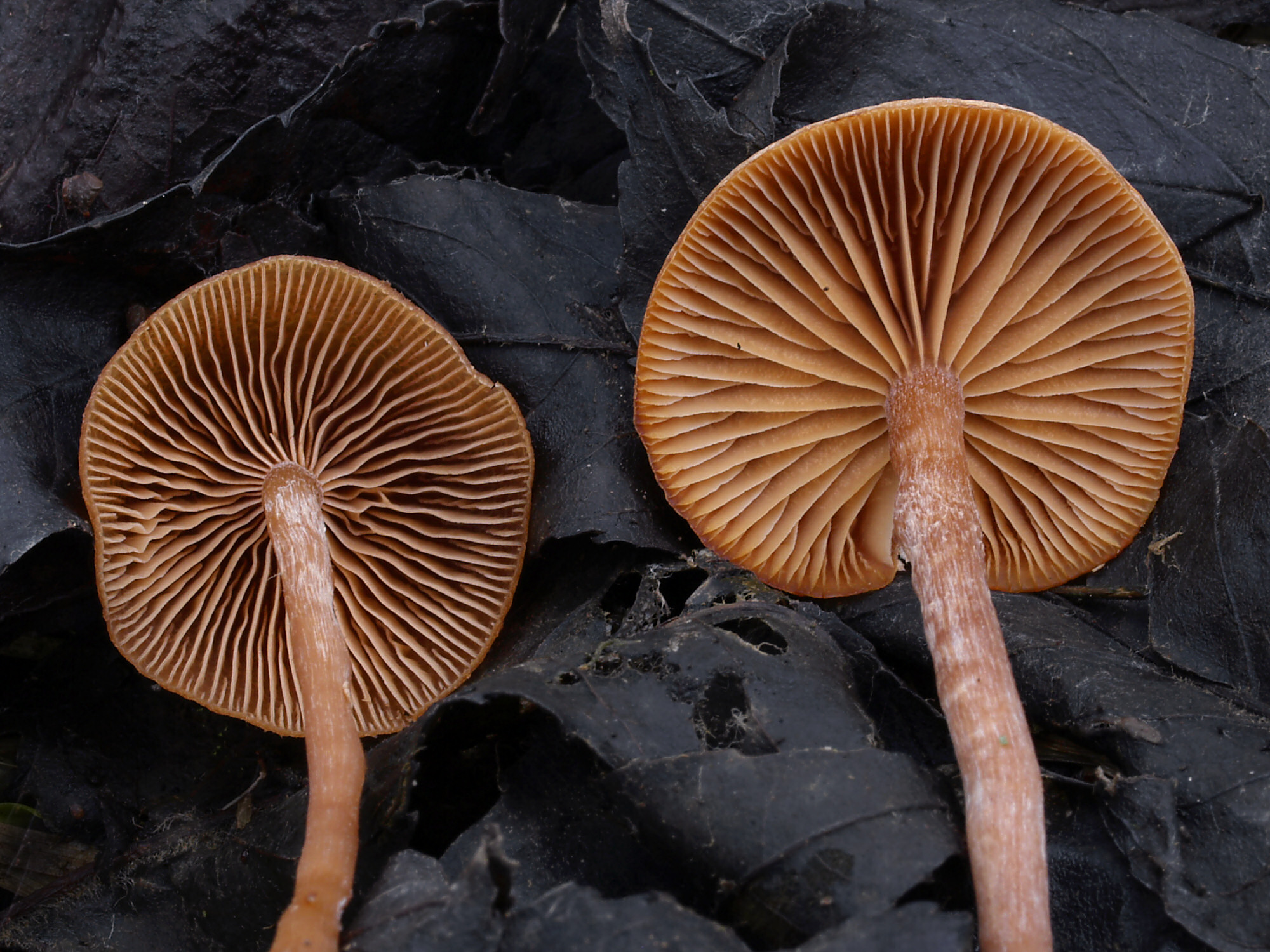
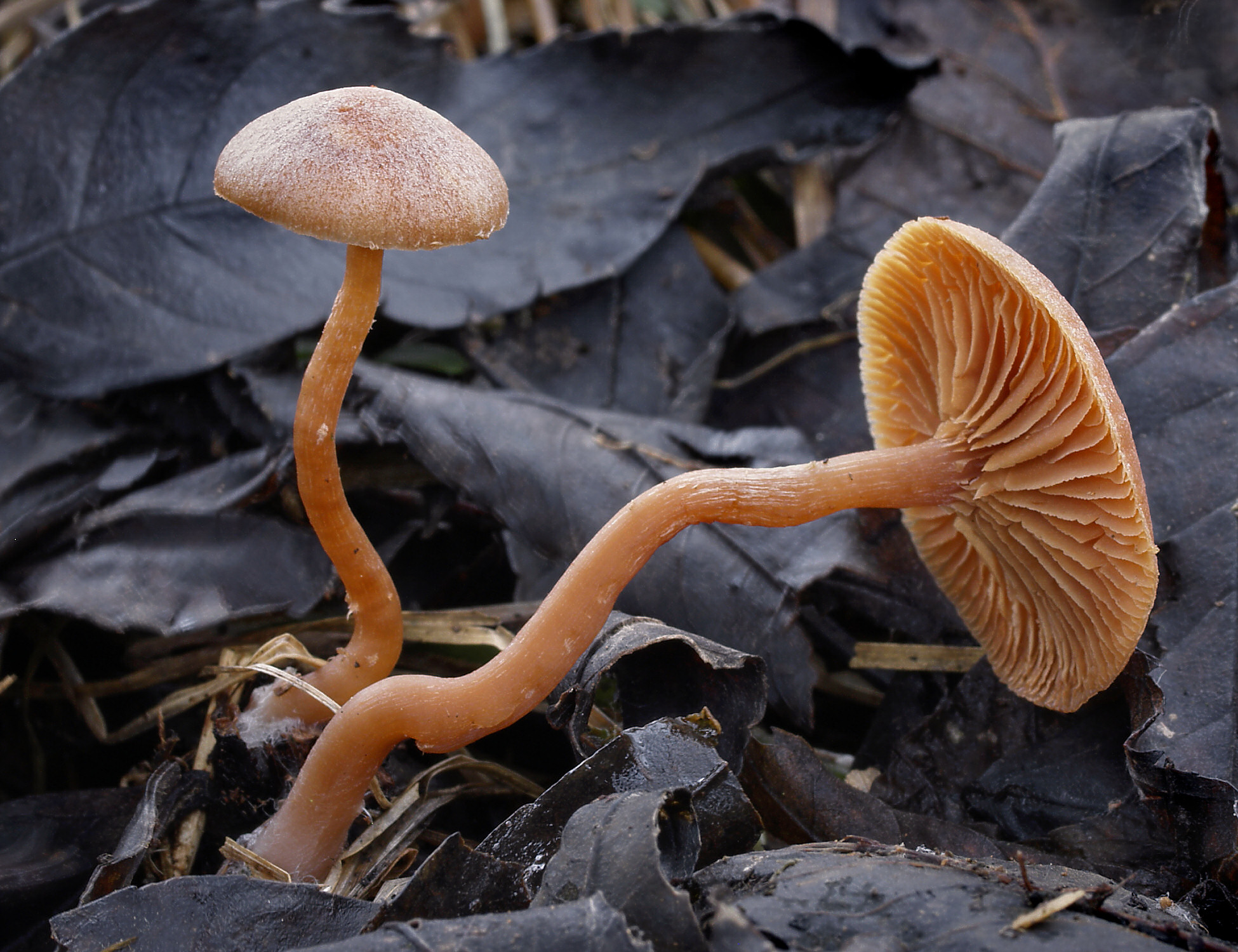
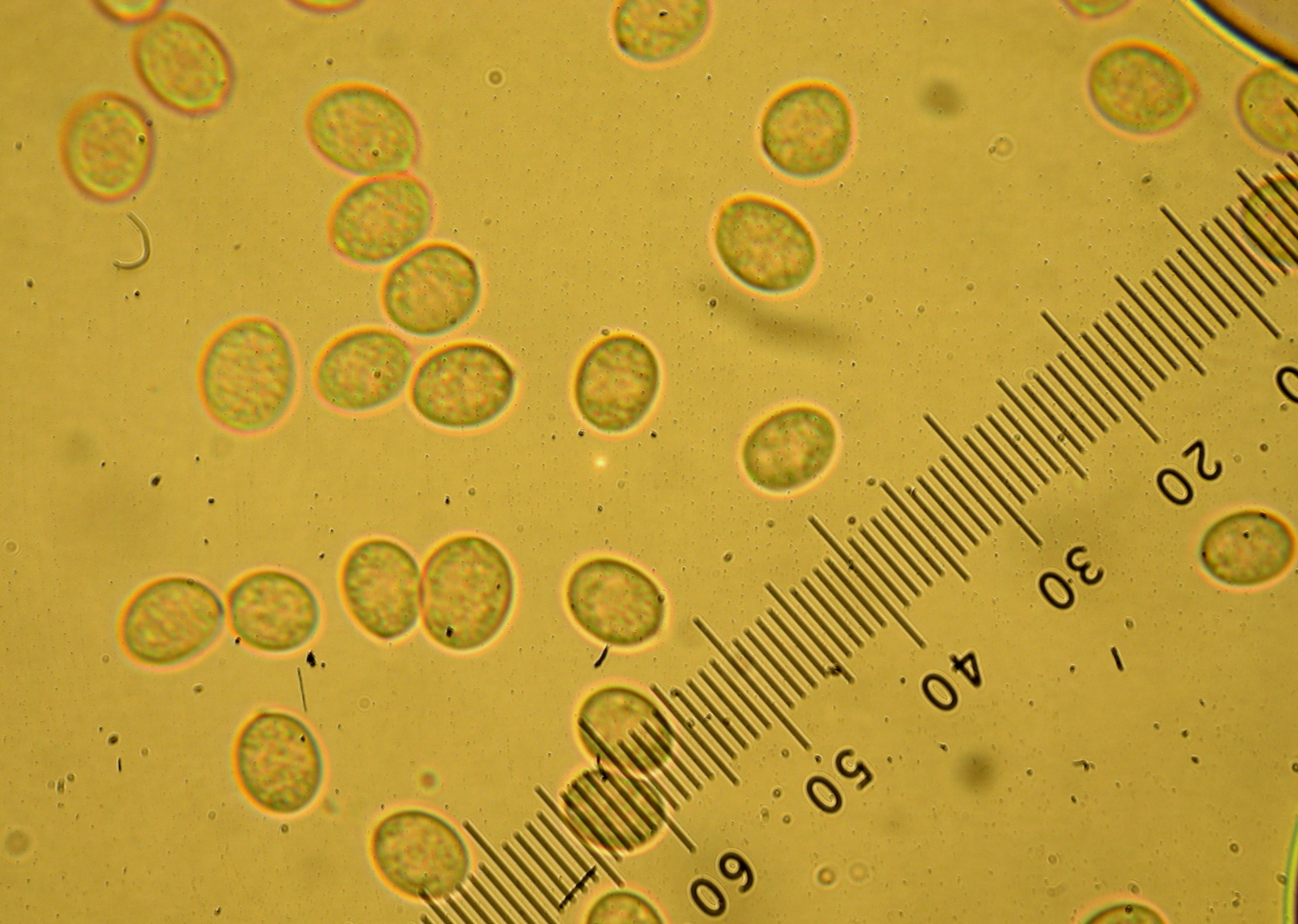
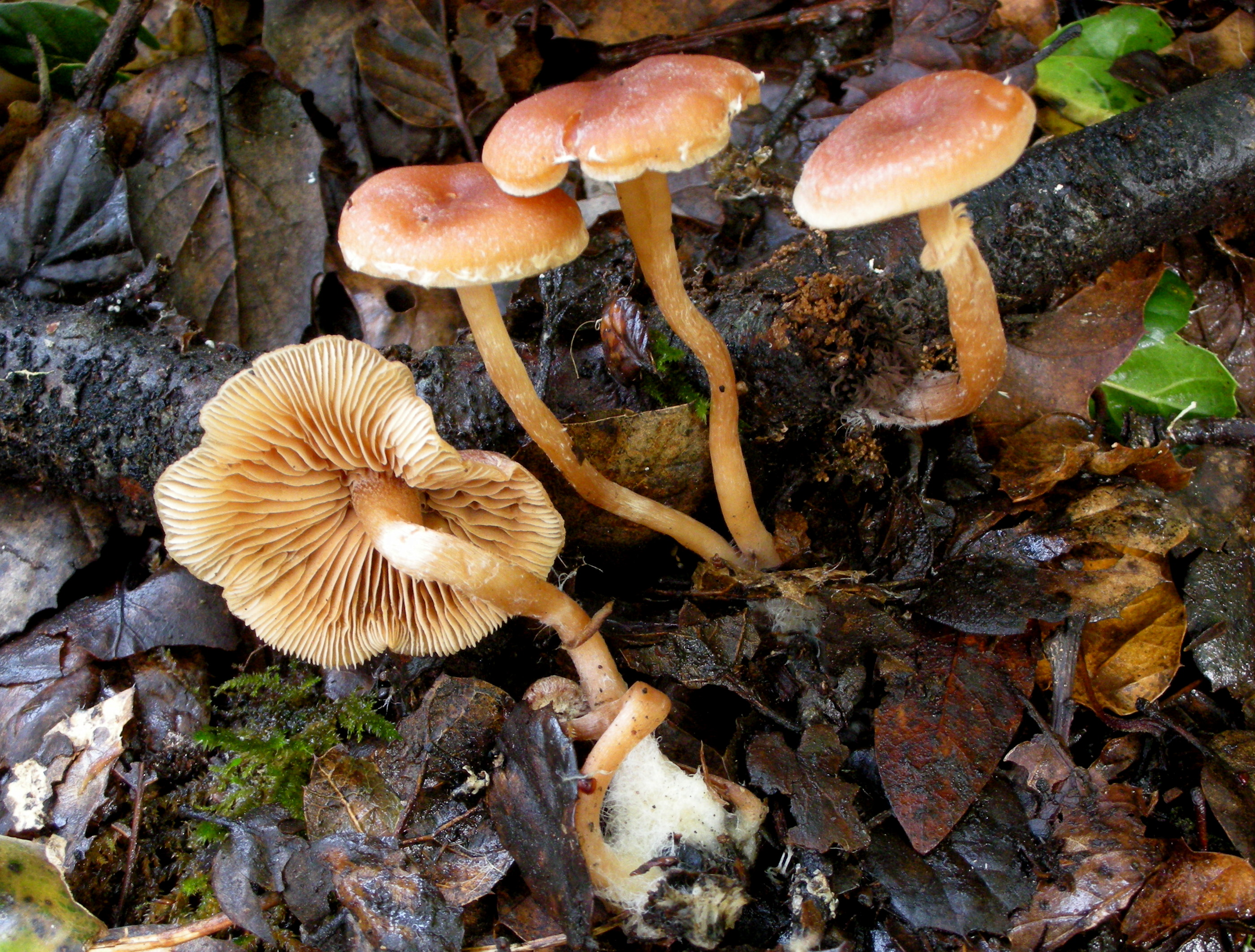
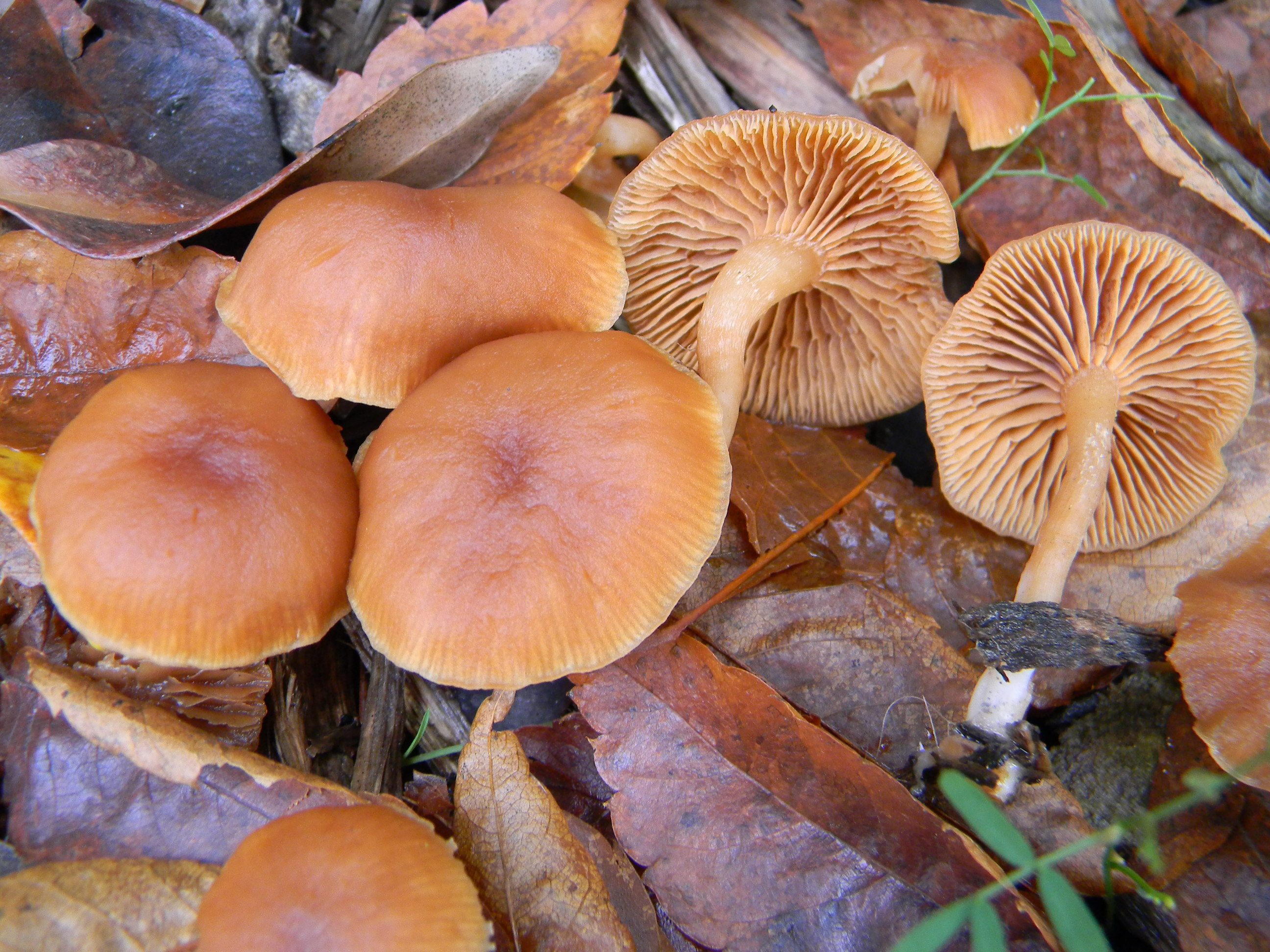
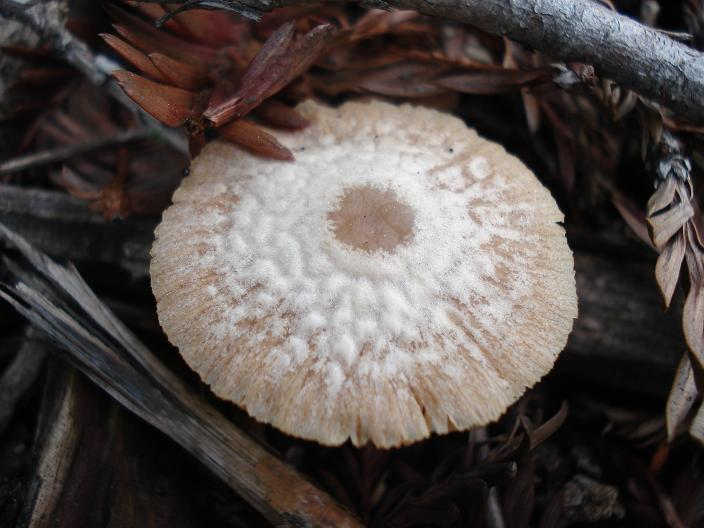
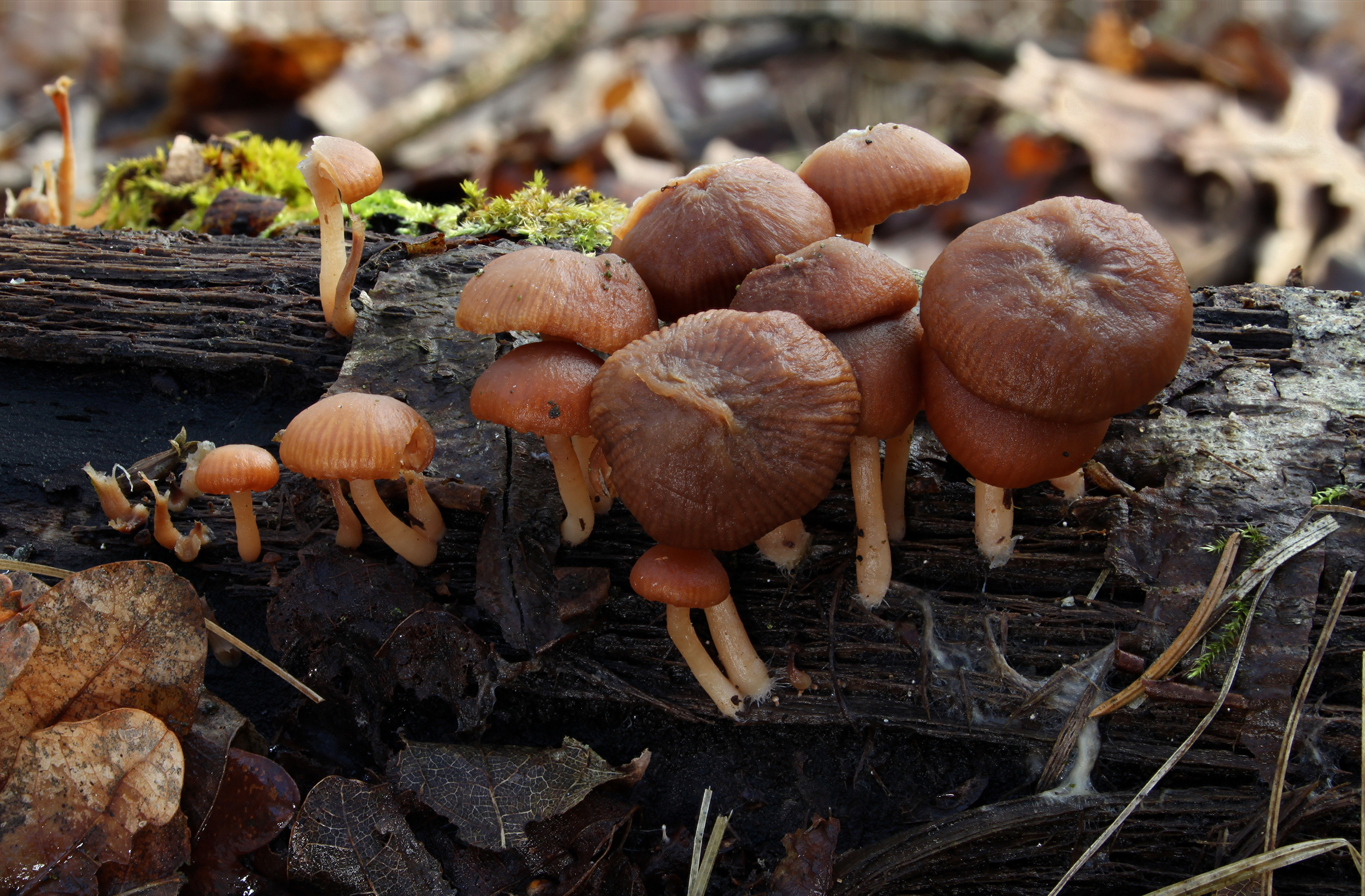